# HRV Twenty20 2012/13
Die HRV Twenty20 2012/13 war die achte Saison der auch als HRV Cup bezeichneten neuseeländischen Twenty20-Meisterschaft die vom 2. November 2012 bis zum 20. November 2013 ausgetragen wurde. Dabei nahmen die traditionellen First-Class Teams die neuseeländische Distrikte repräsentieren an dem Turnier teil. Sieger waren die Otago Volts, die sich im Finale mit 4 Wickets gegen die Wellington Firebirds durchsetzten.

## Format
Die sechs Mannschaften spielten in einer Gruppe gegen jedes andere Team jeweils zwei Mal. Der Gruppenerste qualifizierte sich direkt für das Finale, während der Gruppenzweite und -dritte zuvor ein Halbfinale austrugen, dessen Gewinner ebenfalls ins Finale einzog.

## Gruppenphase
Tabelle
| Teams                   | Sp. | S | N | NR | P  | RR     |
| ----------------------- | --- | - | - | -- | -- | ------ |
| Otago Volts             | 10  | 9 | 1 | 0  | 36 | +1.019 |
| Wellington Firebirds    | 10  | 6 | 4 | 0  | 24 | +0.410 |
| Auckland Aces           | 10  | 5 | 5 | 0  | 20 | +0.127 |
| Canterbury Wizards      | 10  | 3 | 7 | 0  | 12 | −0.423 |
| Central Districts Stags | 10  | 2 | 8 | 0  | 8  | −1.026 |
| Central Districts Stags | 10  | 2 | 8 | 0  | 8  | −1.026 |

### Spiele
| 2. November Scorecard | Hamilton | Northern Knights 174-7 (20)            | – | Otago Volts 150-6 (20) |
|                       |          | Northern Districts gewinnt mit 24 Runs |   |                        |

| 9. November Scorecard | Wellington | Canterbury Wizards 147-6 (20)    | – | Wellington Firebirds 148-4 (17) |
|                       |            | Wellington gewinnt mit 6 Wickets |   |                                 |

| 16. November Scorecard | Wellington | Wellington Firebirds 116 (20)  | – | Auckland Aces 117-5 (17.1) |
|                        |            | Auckland gewinnt mit 5 Wickets |   |                            |

| 23. November Scorecard | Hamilton | Central Districts Stags 149-6 (20)       | – | Northern Knights 153-4 (19.1) |
|                        |          | Northern Districts gewinnt mit 6 Wickets |   |                               |

| 30. November Scorecard | Hamilton | Northern Knights 186-5 (20)           | – | Canterbury Wizards 181-7 (20) |
|                        |          | Northern Districts gewinnt mit 5 Runs |   |                               |

| 7. Dezember Scorecard | Napier | Wellington Firebirds 214-5 (20) | – | Central Districts Stags 159 (19) |
|                       |        | Wellington gewinnt mit 55 Runs  |   |                                  |

| 14. Dezember Scorecard | Hamilton | Otago Volts 173-7 (20)    | – | Northern Knights 162-8 (20) |
|                        |          | Otago gewinnt mit 11 Runs |   |                             |

| 21. Dezember Scorecard | Auckland | Auckland Aces 197-7 (20)    | – | Canterbury Wizards 189-6 (20) |
|                        |          | Auckland gewinnt mit 8 Runs |   |                               |

| 23. Dezember Scorecard | Dunedin | Otago Volts 204-3 (20)    | – | Wellington Firebirds 122 (17.4) |
|                        |         | Otago gewinnt mit 82 Runs |   |                                 |

| 26. Dezember Scorecard | Wellington | Wellington Firebirds 213-5 (18/18) | – | Central Districts Stags 160-5 (18/18) |
|                        |            | Wellington gewinnt mit 53 Runs     |   |                                       |

| 26. Dezember Scorecard | Auckland | Northern Knights 142-4 (12/12)                      | – | Auckland Aces 49-6 (6/6) |
|                        |          | Northern Districts gewinnt mit 23 Runs (D/L method) |   |                          |

| 27. Dezember Scorecard | Timaru | Otago Volts 196-7 (20)  | – | Canterbury Wizards 195-7 (20) |
|                        |        | Otago gewinnt mit 1 Run |   |                               |

| 28. Dezember Scorecard | Auckland | Wellington Firebirds 184-6 (20) | – | Auckland Aces 174-5 (20) |
|                        |          | Wellington gewinnt mit 10 Runs  |   |                          |

| 29. Dezember Scorecard | New Plymouth | Central Districts Stags 186-4 (20)    | – | Northern Knights 143 (18.5) |
|                        |              | Central Districts gewinnt mit 43 Runs |   |                             |

| 31. Dezember Scorecard | Queenstown | Otago Volts 157-7 (20)    | – | Auckland Aces 144-9 (20) |
|                        |            | Otago gewinnt mit 13 Runs |   |                          |

| 1. Januar Scorecard | Nelson | Central Districts Stags 152-8 (20) | – | Canterbury Wizards 153-6 (18.5) |
|                     |        | Canterbury gewinnt mit 4 Wickets   |   |                                 |

| 1. Januar Scorecard | Mount Maunganui | Wellington Firebirds 197-4 (20)          | – | Northern Knights 200-1 (19) |
|                     |                 | Northern Districts gewinnt mit 9 Wickets |   |                             |

| 3. Januar Scorecard | Nelson | Canterbury Wizards 185-5 (20) | – | Central Districts Stags 180-3 (20) |
|                     |        | Canterbury gewinnt mit 5 Runs |   |                                    |

| 4. Januar Scorecard | Auckland | Auckland Aces 190-7 (20)    | – | Otago Volts 191-5 (19.4) |
|                     |          | Otago gewinnt mit 5 Wickets |   |                          |

| 6. Januar Scorecard | Rangiora | Wellington Firebirds 190-2 (20) | – | Canterbury Wizards 133 (19) |
|                     |          | Wellington gewinnt mit 57 Runs  |   |                             |

| 6. Januar Scorecard | Dunedin | Otago Volts 194-4 (20)    | – | Central Districts Stags 101 (17) |
|                     |         | Otago gewinnt mit 93 Runs |   |                                  |

| 6. Januar Scorecard | Mount Maunganui | Auckland Aces 180-5 (20)     | – | Northern Knights 152-6 (20) |
|                     |                 | Auckland gewinnt mit 28 Runs |   |                             |

| 9. Januar Scorecard | New Plymouth | Auckland Aces 181-6 (20)                | – | Central Districts Stags 182-3 (19.3) |
|                     |              | Central Districts gewinnt mit 7 Wickets |   |                                      |

| 11. Januar Scorecard | Wellington | Otago Volts 170-6 (20)    | – | Wellington Firebirds 158-6 (20) |
|                      |            | Otago gewinnt mit 12 Runs |   |                                 |

| 11. Januar Scorecard | Hamilton | Canterbury Wizards 184-8 (20) | – | Northern Knights 176-8 (20) |
|                      |          | Canterbury gewinnt mit 8 Runs |   |                             |

| 13. Januar Scorecard | Rangiora | Canterbury Wizards 182-4 (20)  | – | Auckland Aces 184-6 (19.3) |
|                      |          | Auckland gewinnt mit 4 Wickets |   |                            |

| 13. Januar Scorecard | Wellington | Wellington Firebirds 181-1 (20) | – | Northern Knights 172-5 (20) |
|                      |            | Wellington gewinnt mit 9 Runs   |   |                             |

| 13. Januar Scorecard | New Plymouth | Central Districts Stags 163-7 (20) | – | Otago Volts 166-7 (19.2) |
|                      |              | Otago gewinnt mit 3 Wickets        |   |                          |

| 15. Januar Scorecard | Auckland | Central Districts Stags 132-7 (20)          | – | Auckland Aces 137-4 (17/18) |
|                      |          | Auckland gewinnt mit 6 Wickets (D/L method) |   |                             |

| 15. Januar Scorecard | Dunedin | Canterbury Wizards 162-6 (20) | – | Otago Volts 165-7 (20) |
|                      |         | Otago gewinnt mit 3 Wickets   |   |                        |

## Playoffs

### Halbfinale
| 18. Januar Scorecard | Wellington | Wellington Firebirds 182-4 (20) | – | Auckland Aces 159-8 (20) |
|                      |            | Wellington gewinnt mit 23 Runs  |   |                          |

### Finale
| 20. Januar Scorecard | Dunedin | Wellington Firebirds 143-9 (20) | – | Otago Volts 145-6 (18.3) |
|                      |         | Otago gewinnt mit 4 Wickets     |   |                          |